# Egy csodálatos asszony
Az Egy csodálatos asszony (eredeti cím: Kadın) 2017 és 2020 között vetített török drámasorozat, amelynek a főszereplője Özge Özpirinçci. Törökországban a sorozatot 2017. október 24-től 2020. február 4-ig sugározta a FOX. 
Magyarországon 2020. augusztus 3-tól 2020. december 18-ig az RTL Klub csak az első évadot sugározta, az alacsony nézettség miatt nem vették meg a második évadot. 2024. augusztus 12-e és 2025. július 31-e között a Duna TV mind a három évadot leadta.

## Ismertető
Bahar álomszerű élete a férjével, Sarppal és két gyermekével szertefoszlik, amikor Sarp eltűnik a tengerben. Azóta egyedül neveli Nişant és Dorukot, egy varrodában dolgozik kisegítőként, majd utána rohan felszolgálni egy kávézóban, ami komoly kihívások elé állítja. Lakásukban se melegvíz, se fűtés, ráadásul a zűrös szomszédok is megnehezítik az életüket. Bahar a szegénynegyedbe kényszerül, ahol senkire sem számíthat. Anyjával húsz éve megromlott a kapcsolata, akinek időközben született egy lánya, Şirin. Mégsem adja fel, mert hisz a szerelemben, amit a férje iránt érez, és hisz a gyerekei szeretetében, ami mindenen átsegít.

## Szereplők

### Főszereplők
| Szerep                     | Színész           | Magyar hang                                        |
| -------------------------- | ----------------- | -------------------------------------------------- |
| Bahar Çeşmeli              | Özge Özpirinçci   | Horváth Lili                                       |
| Hatice Sarıkadı            | Bennu Yıldırımlar | Bertalan Ágnes                                     |
| Sarp Çeşmeli / Alp Karahan | Caner Cindoruk    | Pataki Ferenc                                      |
| Şirin Sarıkadı             | Seray Kaya        | Csifó Dorina                                       |
| Enver Sarıkadı             | Şerif Erol        | Várkonyi András                                    |
| Arif Kara                  | Feyyaz Duman      | Szatmári Attila                                    |
| Doruk Çeşmeli              | Ali Semi Sefil    | Sándor Barnabás (1. évad) Endrődy Regő (2–3. évad) |
| Nişan Çeşmeli              | Kübra Süzgün      | Kobela Kíra (1. évad) Schmidt Regina (2–3. évad)   |
| Ceyda Karataş Aşçıoğlu     | Gökçe Eyüboğlu    | Erdős Borcsa                                       |
| Fazilet Aşçıoğlu           | Hümeyra           | Bessenyei Emma                                     |
| Yeliz Ünsal                | Ayça Erturan      | Mezei Kitty                                        |

### Mellékszereplők
| Szerep        | Színész                                                  | Magyar hang                                       |
| ------------- | -------------------------------------------------------- | ------------------------------------------------- |
| Yusuf         | Yaşar Uzel                                               | Bartók László                                     |
| Jale Demir    | Ece Özdikiçi (1–2. évad) Pınar Çağlar Gençtürk (3. évad) | Mohácsi Nóra (1–2. évad) Haumann Petra (3. évad)  |
| Emre          | Ahmet Rıfat Şungar                                       | Ágoston Péter                                     |
| Pırıl Karahan | Ahu Yağtu                                                | Kis-Kovács Luca                                   |
| Raif Aşçıoğlu | Sinan Helvaci                                            | Czető Roland                                      |
| Cem           | Hakan Kurtaş                                             | Pásztor Tibor                                     |
| Berşan        | Sahra Şaş                                                | Sági Tímea (1. évad) Bogdányi Titanilla (3. évad) |
| Suat          | Gazanfer Ündüz                                           | Németh Gábor                                      |
| Münir         | Caner Çandarli                                           | Bor László                                        |
| Seyfullah     | Rana Cabbar                                              | Kajtár Róbert                                     |
| Hikmet        | Melih Çardak                                             | Papucsek Vilmos                                   |
| Musa Demir    | Devrim Özder Akın                                        | Gubányi György István                             |
| Ümran         | Canan Karanlık                                           | Grúber Zita                                       |
| Ferdane       | Sinem Uçar                                               | Csonka Anikó                                      |
| Levent        | Semi Sirtikkizil                                         | Berkes Bence                                      |
| Sınan         | Oktay Gürsoy                                             | Haagen Imre                                       |

## Évados áttekintés
| Évad | Évad | Epizódok száma | Epizódok száma | Eredeti sugárzás  | Eredeti sugárzás | Magyar sugárzás    | Magyar sugárzás    | Magyar sugárzás     | Magyar sugárzás  |
| Évad | Évad | Török          | Magyar         | Évadpremier       | Évadfinálé       | Évadpremier        | Évadfinálé         | Évadpremier         | Évadfinálé       |
| ---- | ---- | -------------- | -------------- | ----------------- | ---------------- | ------------------ | ------------------ | ------------------- | ---------------- |
|      | 1.   | 32             | 97             | 2017. október 24. | 2018. június 5.  | 2020. augusztus 3. | 2020. december 18. | 2024. augusztus 12. | 2025. január 6.  |
|      | 2.   | 32             | 95             | 2018. október 2.  | 2019. május 28.  | TBA                | TBA                | 2025. január 7.     | 2025. május 22.  |
|      | 3.   | 17             | 50             | 2019. október 1.  | 2020. február 4. | TBA                | TBA                | 2025. május 23.     | 2025. július 31. |